# Цзя И
Цзя И (кит. трад. 賈誼, упр. 贾谊, пиньинь Jiǎ Yì; 201? до н. э. — 168/169? до н. э.) — китайский государственный служащий, философ и поэт Китая времен империи Хань. Один из ведущих представителей китайской поэзии в жанре фу. Оставил после себя богатое творческое наследие, включающее философско-политические и историографические трактаты, официальные документы, а также поэтические произведения. 

## Биография
Цзя И родился в городе Лоян около 201 г. до н.э. О семье мало сведений. К восемнадцати годам снискал репутацию эрудита и обладателя выдающегося литературного таланта. В двадцать лет был приглашён императором Вэнь-ди (179 – 156 гг. до н.э.) на государственную службу в звании боши (учёный-эрудит). Кроме прочих задач, выступал с проектами реформ законодательного и управленческого аппарата империи Хань. Изначальная благосклонность императора позже сменилась недоверием, возбуждённым царедворцами, которые питали ненависть к более удачливому и талантливому Цзя И. По их наговорам Вэнь-ди велел отправить Цзя И в южное царство Чанша на должность тайфу (сановный наставник). Осознание несправедливости, ощущение краха собственных надежд, а также ухудшение здоровья на фоне непривычного для уроженца центральных районов Китая южного климата сопровождали Цзя И всю почти пятилетнюю ссылку. После возвращения ко двору он был назначен наставником одного из сыновей императора. Однако вскоре после трагической смерти последнего на 33 году жизни от переживаний умер и сам Цзя И.

## Государственная служба
При дворе Вэнь-ди, до своей ссылки, Цзя И был «привлечен к участию в разработке этикетно-ритуального уложения, планов реформирования» империи Хань. Свой знаменитый трактат «Го Цинь лунь» («Рассуждение, порицающее династию Цинь») Цзя И, видимо, пишет уже после ссылки. В нём он рассматривает причины возвышения и гибели династии Цинь. «Цзя И критиковал её методы управления, основанные на жестокости и насилии…, за пренебрежение конфуцианскими принципами гуманности и справедливости, наконец – за нежелание использовать мудрых советников».

## Творчество
От поэтического творчества Цзя И сохранилось только три произведения: поэма «Си ши» («Раскаяние в клятвах», кит. трад. 惜誓, пиньинь  xī shì), «Дяо Цюй Юань вэнь» («Плач по Цюй Юаню», кит. трад. 吊屈原賦, пиньинь diào qū yuán fù), «Фу фу» или «Фу няо фу» («Ода о сове», «Ода о зловещей птице», кит. трад. 鵩鳥賦, пиньинь  fúniǎo fù). 

### «Плач по Цюй Юаню»
«Среди поэтов Ранней Хань Цзя И традиционно считается главным продолжателем поэтической традиции южного региона Древнего Китая (царства Чу), духовным преемником великого чуского поэта Цюй Юаня». Ему же, Цюй Юаню, посвящена ода в жанре дяо-вэнь («плач») «Дяо Цюй Юань вэнь», в которой Цзя И вновь порицает власть, неспособную по достоинству оценить талант и возвышенные устремления Цюй Юаня. Легендарный поэт жил в царстве Чу, местах, куда и был через почти век сослан Цзя И и по пути в которые он и написал свой «плач». Ода Цзя И, кроме прочего, открывает параллели между двумя представителями китайской словесности – от неприятия двором (Вэнь-ди в случае с Цзя И и Хуай-ваном (328 – 299 гг. до н.э.) и Сян-ваном (298 – 263 гг. до н.э.) в случае с Цюй Юанем) их мудрых советов до изгнания. Более того, первое упоминание о Цюй Юане содержится именно в произведениях Цзя И «Дяо Цюй Юань вэнь», «Фу фу». Всё это объясняет славу Цзя И как духовного преемника Цюй Юаня в поэтической традиции.

### «Ода о сове»
Самым ярким и значительным произведением Цзя И по праву считается «Ода о сове». «Поводом для ее написания послужил эпизод из жизни поэта во время его пребывания в Чанша: в его дом неожиданно влетела сова (в чуских верованиях символ зла) — дурное предзнаменование». С этого и начинается ода: слетевшиеся птицы своим появлением подталкивают Цзя И обратиться к «Канону перемен» для гадания. В нём он обнаруживает предсказание о скором уходе хозяина из дома, куда влетит дикая птица. Цзя И задаёт одной из сов вопрос о причине ухода, если таковой произойдёт: «Если по причине благой – скажи мне, / Если из-за несчастья – объясни, в чём беда» (пер. И. С. Лисевича). Далее через ответ совы Цзя И развивает даосские мотивы, содержащиеся в «Чжуан-цзы» и «Дао дэ цзине». Цзя И поднимает такие философские вопросы, как перемены в жизни («Разве существует что-то неизменное?» – пер. И. С. Лисевича), непредсказуемость событий («Дао невозможно учесть в своих замыслах» – пер. И. С. Лисевича), бессмысленность переживаний по разного рода событиям и относительность жизни и смерти (об истинно мудром человеке сова говорит: «Жизнь для него – плаванье по воле волн, / Смерть для него – обретение пристанища» – пер. И. С. Лисевича). 
В первом англоязычном издании поэма была выпущена с подзаголовком «Китайский "Ворон"», что проводило параллель между одой Цзя И и произведением Эдгара Аллана По «Ворон». В обоих творениях жизнь лирического героя нарушает вторжение дикой птицы, которая вступает в кажущийся или реальный контакт с героем. Однако содержательный посыл произведений оказывается диаметрально противоположным. В сравнении с вороном Эдгара По, появление которого усугубляет психическое положение героя, сова Цзя И выступает с более определённой речью, носящей терапевтический и разъясняющий характер.